# Узбекистан
Узбекиста́н (узб. O‘zbekiston, Ўзбекистон), або Респу́бліка Узбекиста́н (узб. O‘zbekiston Respublikasi, Ўзбекистон Республикаси) — держава в Центральній Азії. Межує з Казахстаном на півночі і північному сході, з Туркменістаном на південному заході, Афганістаном на півдні, Таджикистаном на південному сході і Киргизстаном на північному сході. Узбекистан не має виходу до моря. Разом з Ліхтенштейном, є однією з двох країн світу, якій для виходу в світовий океан необхідно перетнути дві держави. Це світська, унітарна конституційна республіка, що адміністративно поділяється на 14 регіонів: 12 провінцій, столицю та автономну республіку Каракалпакстан. Державна мова — узбецька. Площа країни становить 448 978 км², населення перевищує 37,5 млн. Державна валюта — узбецький сум. Основна релігія — іслам.
Узбекистан є членом СНД, ОБСЄ, ООН та ШОС. Узбекистан вважається авторитарним режимом.
Економіка Узбекистану перебуває в поступовому переході до ринкової економіки, а зовнішньоекономічна політика базується на заміні імпорту. У вересні 2017 року валюта країни стала цілком конвертована за ринковими ставками. Узбекистан є основним виробником та експортером бавовни. У країні також працює найбільша золотодобувна шахта у світі.

## Історія
Раніше Узбекистан був частиною переважно персомовного регіону Трансоксіани, з такими містами як Самарканд, Бухара і Хіва, що були проміжними пунктами Шовкового шляху. Найбільш ранніми цивілізаціями є Хорезм (VIII—VI ст. до н. е.), Бактрія (VIII—VI ст. до н. е.), Согдія (VIII—VI ст. до н. е.), Фергана (III ст. до н. е. — VI в. н. е.), Маргіана (III ст.). Ця територія була включена до Перської імперії, із падінням якої унаслідок арабських завоювань у 7-му столітті більшість населення було навернено до ісламу. Підтвердженням заселення до X століття території Узбекистану іранськими племенами є археологічні знахідки інструментів та пам'яток у Фергані, Ташкенті, Хорезмі, Самарканді та Бухарі. Першими країнами, які з'явилися на території сучасного Узбекистану, були Согдіана та Хорезм.

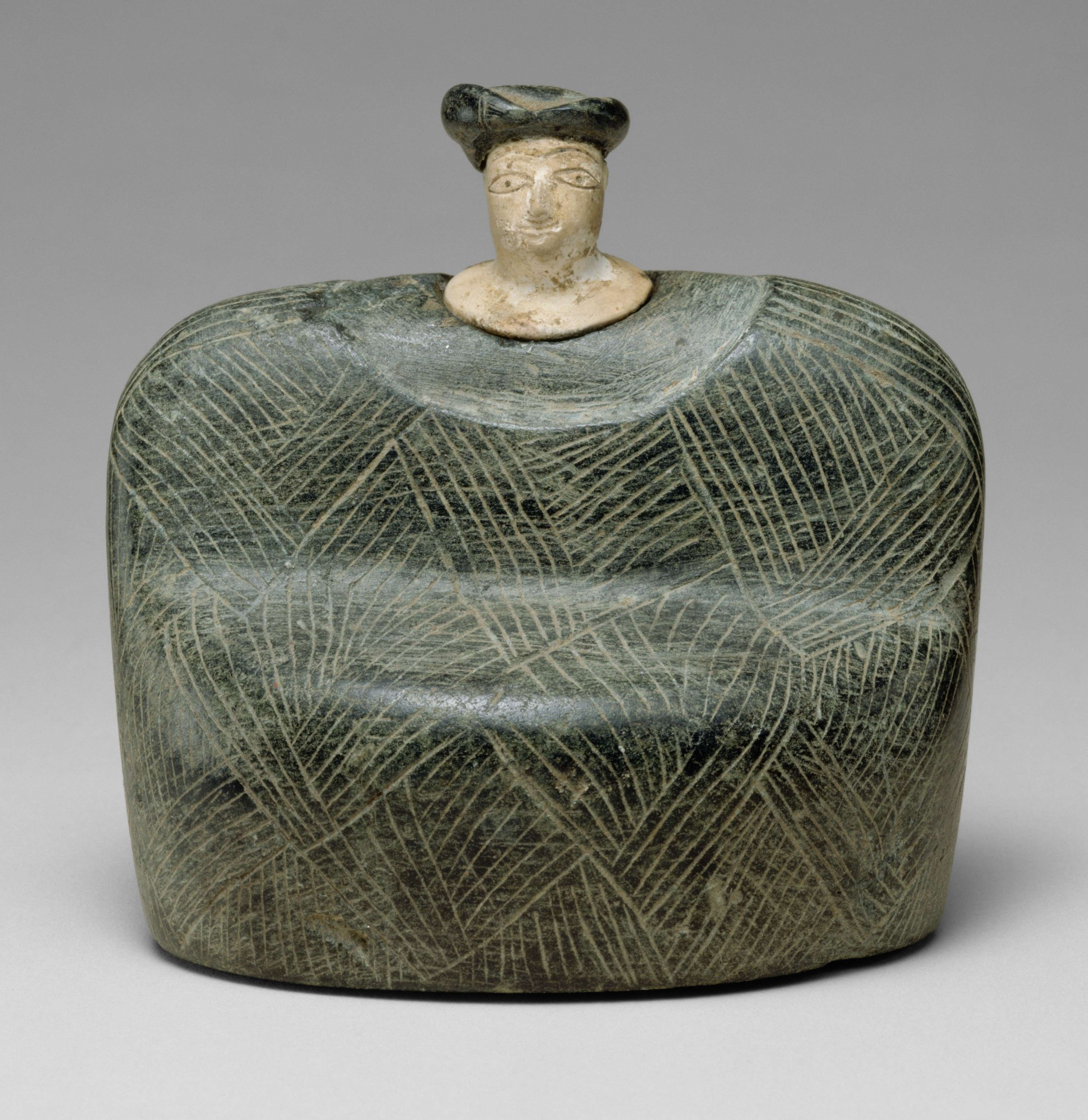
Жіноча статуетка, зразок «Бактрійської принцеси»; кінець 3—початок 2 тис. до н.е

Александр Македонський завоював Согдіану і Бактрію в 327 до н. е., одружився з Роксаною, донькою місцевого правителя Бактрії (нині Афганістан). Опір загарбникам був запеклим, що змусило армію Александра затриматися в області.
Після послідовної зміни місцевих правителів династії Хорзманів в 11-му столітті область потрапила до монгольської залежності в 13 столітті. Місто Шахрісабза було місцем народження Тимура, який у 14 столітті створив Тимуридську імперію і був проголошений Туранським верховним правителем. Він завдав поразки військам османського султана Баязида I, таким чином допоміг Європі врятуватися від османської навали. Тамерлан був причиною падіння Монгольської імперії. Амір Тимур побудував столицю імперії в Самарканді. Нині він вважається одним з найвизначніших героїв Узбекистану.
Ця територія була захоплена узбецькими шайбанидами в 16 столітті, і  центр влади перемістився від Самарканда до Бухари. Регіон був розділений на три держави: Хівинське ханство, Кокандське ханство та Бухарський емірат.

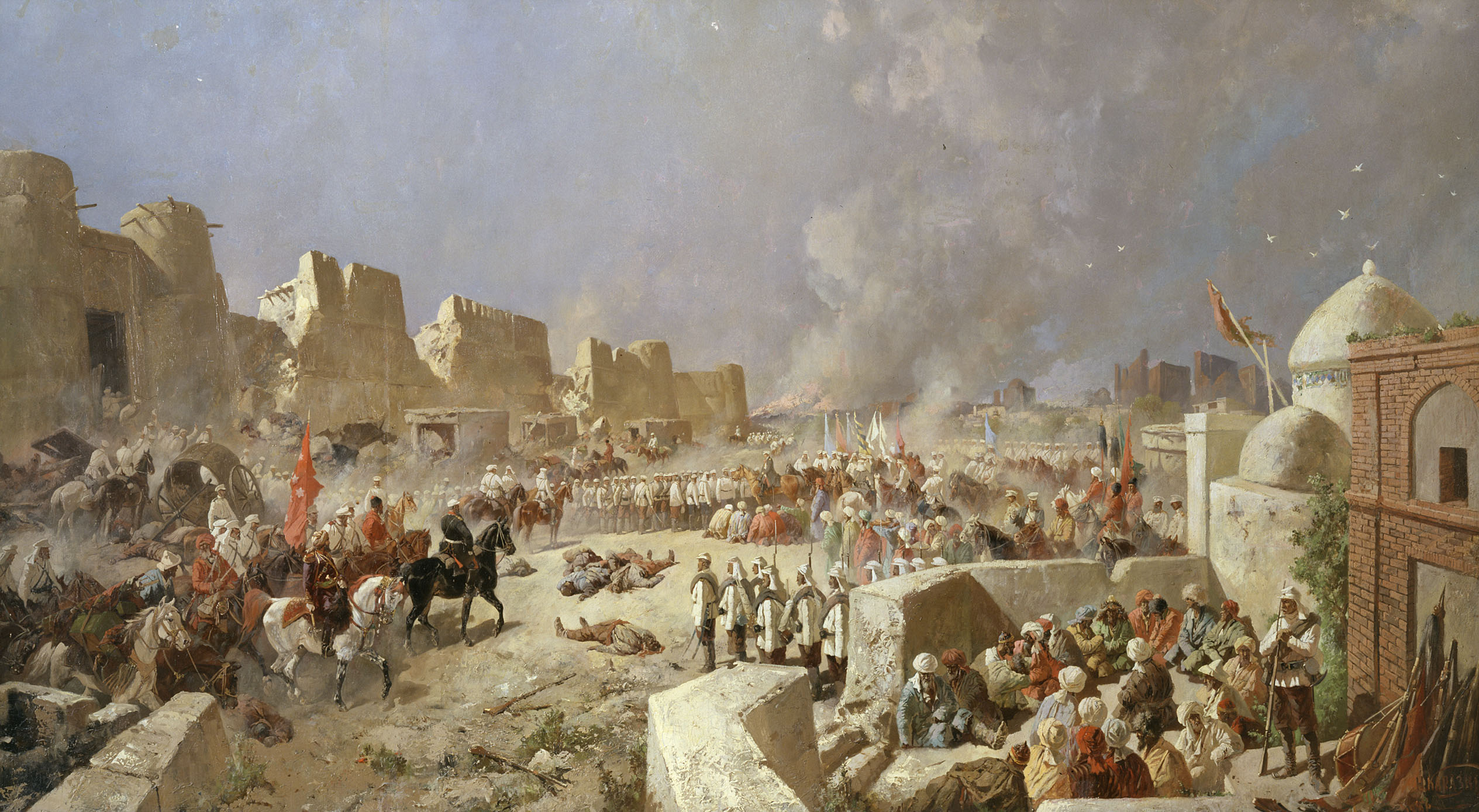
Російські війська взяли Самарканд у 1868 році

З XIX століття Російська імперія почала розширюватися в Центральній Азії. До початку XX століття Центральна Азія опинилася в руках Росії та, попри деякий опір більшовикам на початку становлення радянської влади, Узбекистан та інші країни Центральної Азії стали частиною СРСР.
1924 року була створена складова республіка Радянського Союзу, відома як Узбецька Радянська Соціалістична Республіка. Після розпаду Радянського Союзу вона оголосила незалежність Республіки Узбекистан 31 серпня 1991 року.
Декларація про незалежність Узбекистану прийнята 31 серпня 1991. День незалежності святкується 1 вересня. Конституція Узбекистану була прийнята 8 грудня 1992.
Після смерті Іслама Карімова у 2016 році другий президент Шавкат Мірзійоєв розпочав новий курс, який описано як «Тиха революція та революція згори». Він скасував "бавовняне рабство", запровадив податкову реформу, створив чотири нові вільні економічні зони, під час першого року президентства амністував багатьох політичних в'язнів. Відносини з сусідніми країнами Таджикистаном та Киргизстаном значно покращились. Однак попри це Узбекистан продовжує займати останні позиції в рейтингах свободи та демократії.

## Географія. Природа
Див. також: Природа Узбекистану, Список риб Узбекистану, Геологія Узбекистану, Гідрогеологія Узбекистану, Сейсмічність Узбекистану.
Більша частина Узбекистану розташована у межах Туранської низовини, значну частину якої займає пустеля Кизилкум. На північному сході й півдні лежать передгір'я і відроги Тянь-Шаню та Гіссаро-Алаю (висоти до 4643 м). Між ними розташовані міжгірські западини: Ферганська, Зеравшанська, Чирчик-Ангренська та інші. Висота хребтів понад 4000 м. Клімат різко континентальний, посушливий. Річки — Сирдар'я, Амудар'я, Нарин, судноплавна тільки Амудар'я.

## Адміністративний поділ

Карта адміністративно-територіального поділу Узбекистану

Республіка Узбекистан складається з областей (узб. viloyat), районів, міст, аулів і Республіки Каракалпакстан. Столиця Узбекистану — Ташкент.
| Поділ                     | Адмін. центр  | Площа (км²) | Населення (2008) | Код |
| ------------------------- | ------------- | ----------- | ---------------- | --- |
| Бухарський вілоят         | Бухара        | 39 400      | 1 576 800        | 3   |
| Джиззацький вілоят        | Джиззак       | 20 500      | 1 090 900        | 5   |
| Навоїйський вілоят        | Навої (місто) | 110 800     | 834 100          | 7   |
| Кашкадар'їнський вілоят   | Карші         | 28 400      | 2,537 600        | 8   |
| Самаркандський вілоят     | Самарканд     | 16 400      | 3 032 000        | 9   |
| Сирдар'їнський вілоят     | Ґулістан      | 5 100       | 698 100          | 10  |
| Сурхандар'їнський вілоят  | Термез        | 20 800      | 2 012 600        | 11  |
| Ташкентський вілоят       | Ташкент       | 15 300      | 2 537 500        | 12  |
| Ташкент                   | Ташкент       | 334,8       | 3 112 876        | 1   |
| Ферганська долина         |               |             |                  |     |
| Ферганський вілоят        | Фергана       | 6 800       | 2 997 400        | 4   |
| Андижанський вілоят       | Андижан       | 4 200       | 2 477 900        | 2   |
| Наманганський вілоят      | Наманган      | 7 900       | 2 196 200        | 6   |
| Регіон Каракалпакстан     |               |             |                  |     |
| Хорезмський вілоят        | Ургенч        | 6 300       | 1 517 600        | 13  |
| Республіка Каракалпакстан | Нукус         | 160 000     | 1 612 300        | 14  |

## Економіка

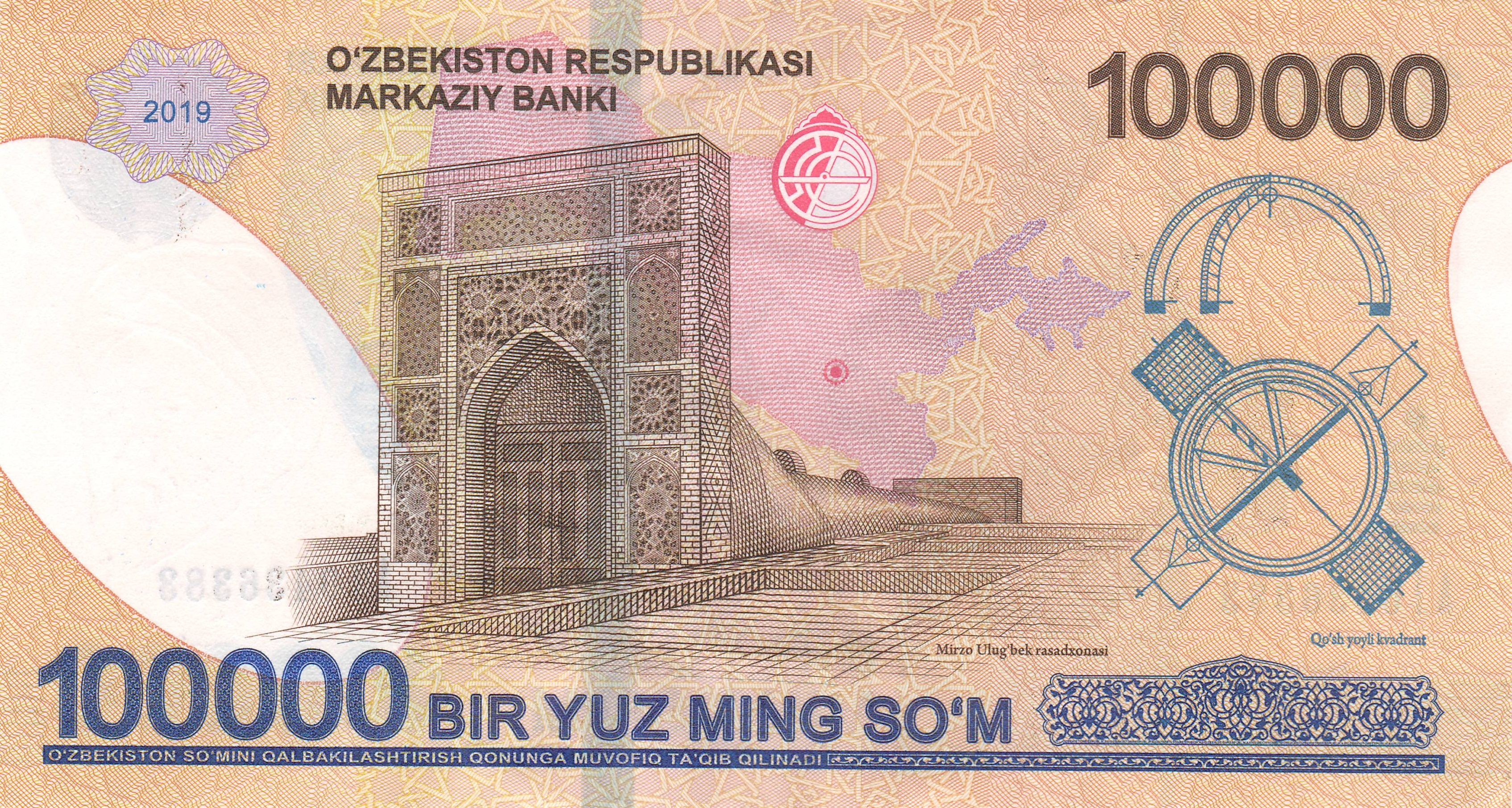
Узбецький сум

Загальна характеристика господарства. Узбекистан — індустріально-аграрна країна. Основні галузі промисловості: гірнича, газова, легка, харчова, хімічна, машинобудівна, електроенергетика, кольорова, чорна металургія, паливна і нафтохімічна. Транспорт — автомобільний, залізничний, трубопровідний, річковий, повітряний. Приблизно 80 % усього вантажообігу в Узбекистані припадає на залізниці. Мережа залізниць загальною протяжністю близько 3400 км зв'язує республіку з сусідніми країнами. Є також 63 000 км шосейних доріг, але число доріг з твердим покриттям невелике. Найважливіші з них — шосе Ташкент — Термез, Ташкент — Бухара — Муйнак, Ташкент — Коканд. Майже кожне велике місто Узбекистану має свій аеропорт. Ташкентський міжнародний аеропорт здійснює регулярне повітряне сполучення з багатьма країнами, включаючи Росію, Німеччину, Туреччину, Велику Британію, Нідерланди, Індію та США.
За даними [Index of Economic Freedom, The Heritage Foundation, U.S.A. 2001]: ВВП — $ 24 млрд. Темп зростання ВВП — 4,4 %. ВВП на душу населення — $1007. Прямі закордонні інвестиції — $ 55 млн. Імпорт — $ 7,3 млрд. (г.ч. РФ — 16 %; Південна Корея — 11 %; Німеччина — 8,4 %; США — 7,4 %; Туреччина — 6 %). Експорт — $ 7,6 млрд. (г.ч. РФ — 14 %; Швейцарія — 10 %; Велика Британія — 10 %; Бельгія — 4,2 %; Казахстан — 3,5 %).
Стратегія прогресивної реформи передбачає відкладання значних макроекономічних та структурних реформ. Держава в руках бюрократії і це залишається домінуючим впливом на економіку. Корупція пронизує суспільство. Звіт Міжнародної кризової групи, опублікований у лютому 2006 року, свідчить про те, що доходи, отримані від основного експорту, особливо з бавовни, золота, кукурудзи та дедалі більше газу, розподіляються серед дуже маленького кола правлячої еліти, приносячи мало користі для населення в цілому.
У країні працює Національний банк зовнішньо-економічної діяльності Республіки Узбекистан.
Див. також: Корисні копалини Узбекистану, Історія освоєння мінеральних ресурсів Узбекистану, Гірнича промисловість Узбекистану, Золото Узбекистану, Нафта і газ Узбекистану.

### Транспорт

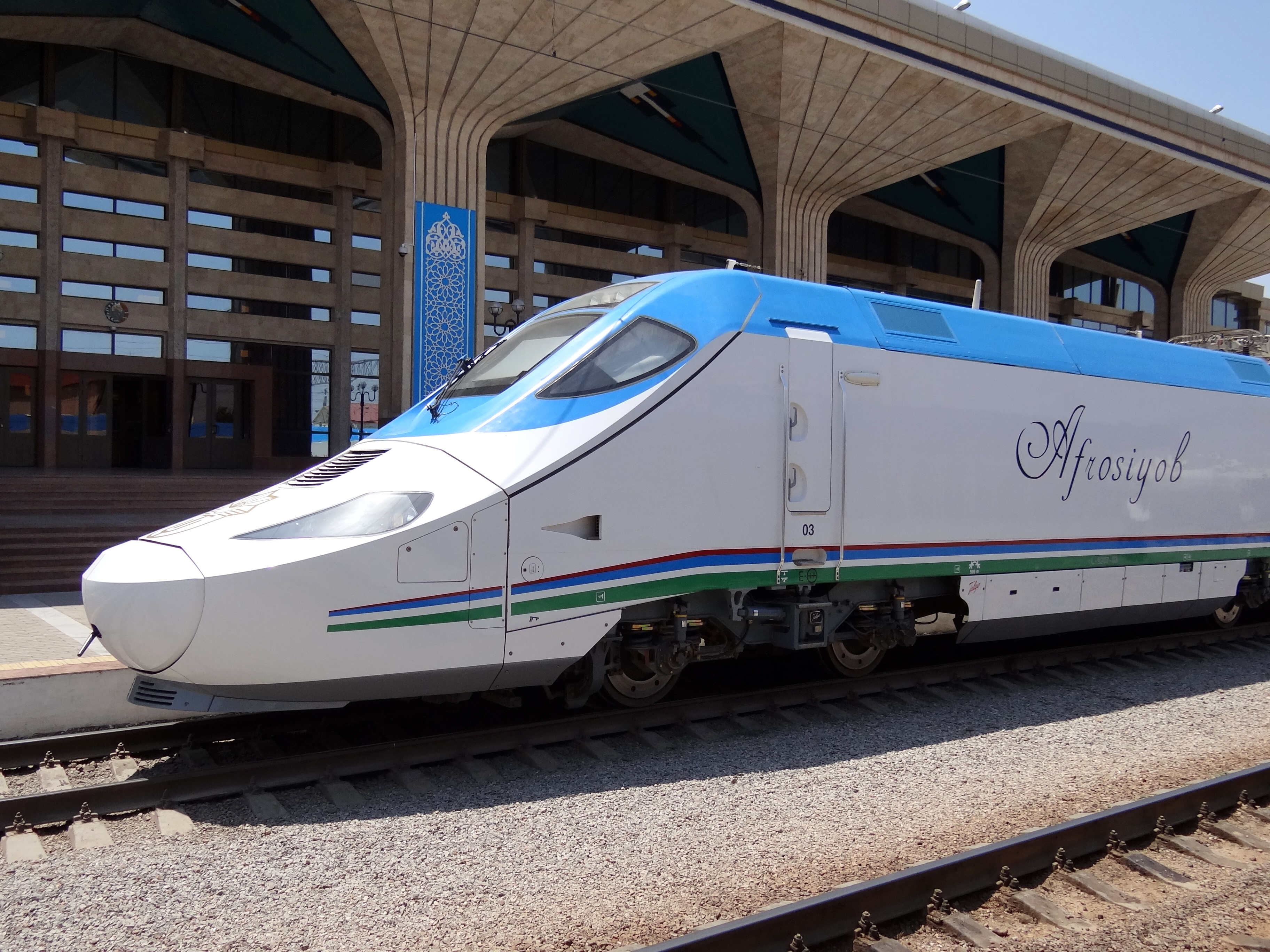
Швидкісний потяг Afrosiyob, побудований іспанською компанією Talgo

Загальна довжина автошляхів в Узбекистані, станом на 2000 рік, дорівнює 86 496 км, з яких 75 511 км із твердим покриттям і 10 985 км без нього (52-ге місце у світі).
Загальна довжина залізничних колій країни, станом на 2014 рік, становила 3 645 км (48-ме місце у світі), з яких 3 645 км широкої 1520-мм колії (620 км електрифіковано).
Загальна довжина судноплавних ділянок річок і водних шляхів, доступних для суден з дедвейтом більше за 500 тонн, 2012 року становила 1 100 км (62-ге місце у світі).

### Цивільна авіація
Після проголошення незалежності Республіки Узбекистан, відповідно до Указу Президента Республіки Узбекистан від 28 січня 1992 року, на базі Департаменту цивільної авіації Узбекистану, який перебував у юрисдикції колишнього Міністерства авіації загального призначення Союзу, було створено Національну авіакомпанію Uzbekistan Airways. Повітряний транспорт є одним з провідних секторів економіки Узбекистану, що служить розвитку міжнародних, економічних, дипломатичних, культурних зв'язків країни із зовнішнім світом. Аеропорти, оснащені сучасним обладнанням, є в Ташкенті, Нукусі, Самарканді, Бухарі, Ургенчі, Термезі, Карші, Намангані, Ферганаі, Навої. 
 Mіжнародний  аеропорт Ташкента – найбільший міжнародний аеропорт у регіоні Центральної Азії. Аеропорти Бухари, Самарканда, Ургенча також є міжнародними. Національна авіакомпанія Uzbekistan Airways регулярно виконує 20 міжнародних рейсів. 44 представництва було відкрито в містах Європи, Америки,  Південно-Східної Азії та країн СНД Протягом років з моменту здобуття незалежності уряд Республіки Узбекистан виділив 1 мільярд 200 мільйонів доларів в авіаційну галузь. Було вкладено інвестиції на суму доларів США та побудовано розвинену сучасну інфраструктуру. Усі міжнародні рейси здійснюються літаками Boeing 767, Boeing 757, Airbus A310, U-85. Національна авіакомпанія Uzbekistan Airways співпрацює з великими європейськими компаніями Airbus Industry, американськими компаніями Boeing, російським конструкторським бюро Іллюшина, німецькими та французькими компаніями в різних галузях.

### Енергетика
З величезними енергогенеруючими потужностями радянської епохи та великим запасом природного газу Узбекистан став найбільшим виробником електроенергії в Центральній Азії.  Відновлювана енергетика припадає на понад 23 % енергетичного сектора країни, з гідроелектроенергією та сонячною енергією — відповідно 21,4 % та 2 %. Узбекистан ратифікував Конвенцію про зону вільної від ядерної зброї Центральної Азії та не планує побудувати атомну електростанцію.

## Населення

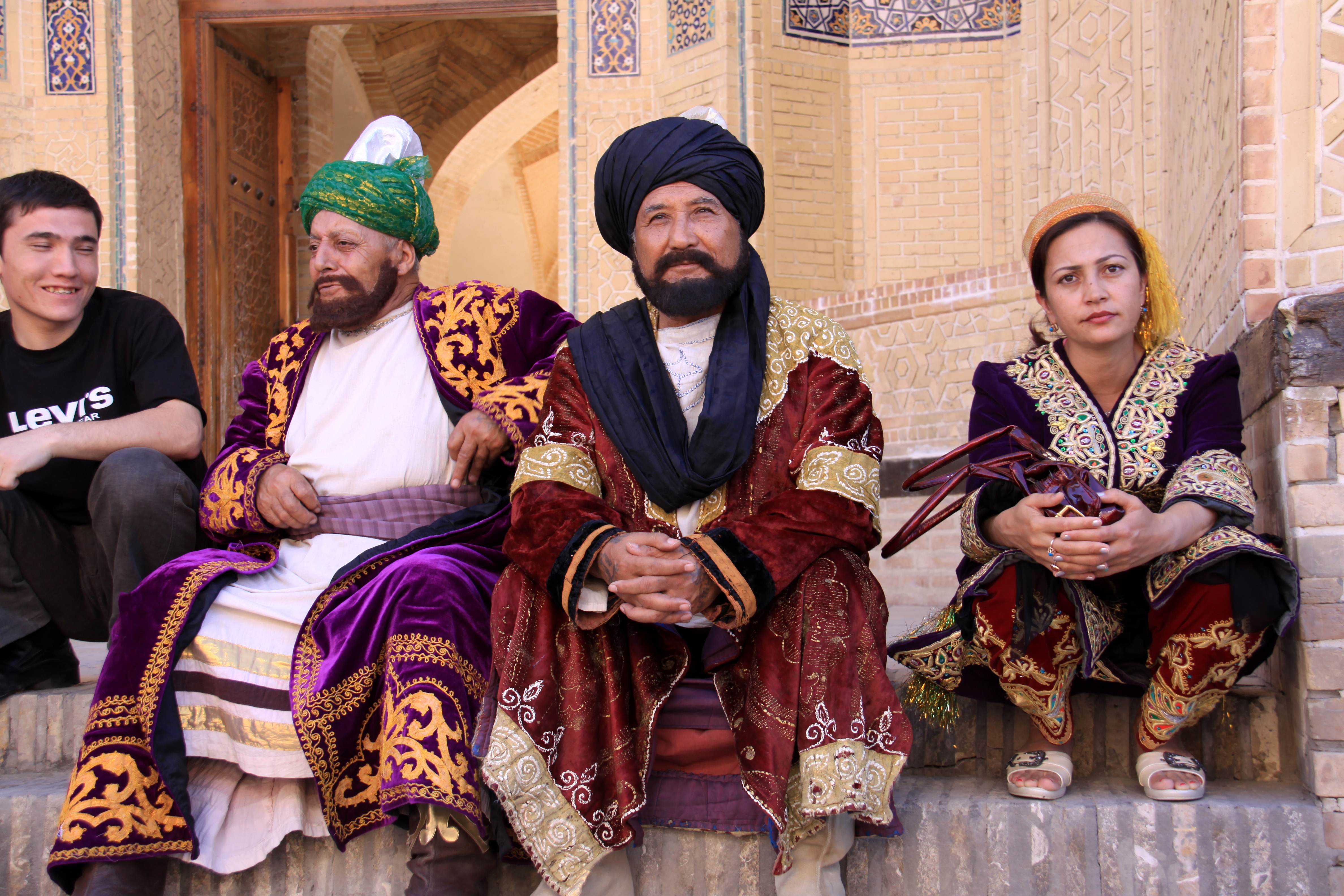
Учасники фестивалю шовку та прянощів у Бухарі

Населення — 28 000 800 (за попередніми даними на 1 січня 2009), серед них 37 % — міські жителі і 63 % — сільські жителі. Середня густота населення 59,4 осіб на 1 км². За кількістю жителів Узбекистан займає друге місце після Російської Федерації серед країн СНД. Однак, на відміну від РФ, в Узбекистані зберігається високий рівень народжуваності й позитивний приріст населення. У республіці налічується 120 міст і 115 міських селищ, у них сукупно проживає близько 9,4 млн людей або трохи більше 37 % усього населення. За офіційними даними, чисельність таджиків становить 4,5 % населення Узбекистану, але реально вона може бути в кілька разів більшою.
Мусульмани становлять 79 % населення, тоді як 5 % населення слідує російському православному християнству, а 16 % населення сповідує інші релігії.
За попередньою інформацією Держкомітету Республіки Узбекистан зі статистики (станом на 1 липня 2013 р.), населення країни становить 30 183 400 осіб. При цьому чисельність міського населення склала 15 439 800 осіб (51,2 %), сільського населення — 14 743 600 ос. (48,8 %).
Офіційною мовою є узбецька мова — тюркська мова, написана латинським алфавітом. Ця мова є рідною розмовною для 85 % населення. Російська мова широко використовується; це найрозповсюдженіша друга мова.  
Національний склад населення у %
- 83,5 % Узбеки
- 4,5 % Таджики
- 3,5 % Росіяни
- 3,4 % Киргизи
- 3,1 % Казахи
- 2,2 % Каракалпаки
- 2,1 % Інші національності
- 1,1 % Татари
- 0,7 % Туркмени
- 0,6 % Корейці
- 0,1 % Євреї
- 0,05 % карачаєвці

Махалля
Махалля — система народного самоврядування. Згідно з указом президента республіки від 1998 року, почали відроджуватися махаллінські комітети й махаллінські ради, функція яких пов'язана з контролем за соціальним захистом та соціальним забезпеченням найбідніших верств населення в окремо взятому мікрорайоні. Махаллінський комітет допомагає мешканцям махаллі з організацією свят, весіль, похоронів та за необхідності надає допомогу незаможним або самотнім людям похилого віку.

### Зайнятість
На січень 2024, згідно з офіційними даними, кількість безробітних в Узбекистані становить 1,3 мільйона осіб.

## Політика

### Політичний устрій

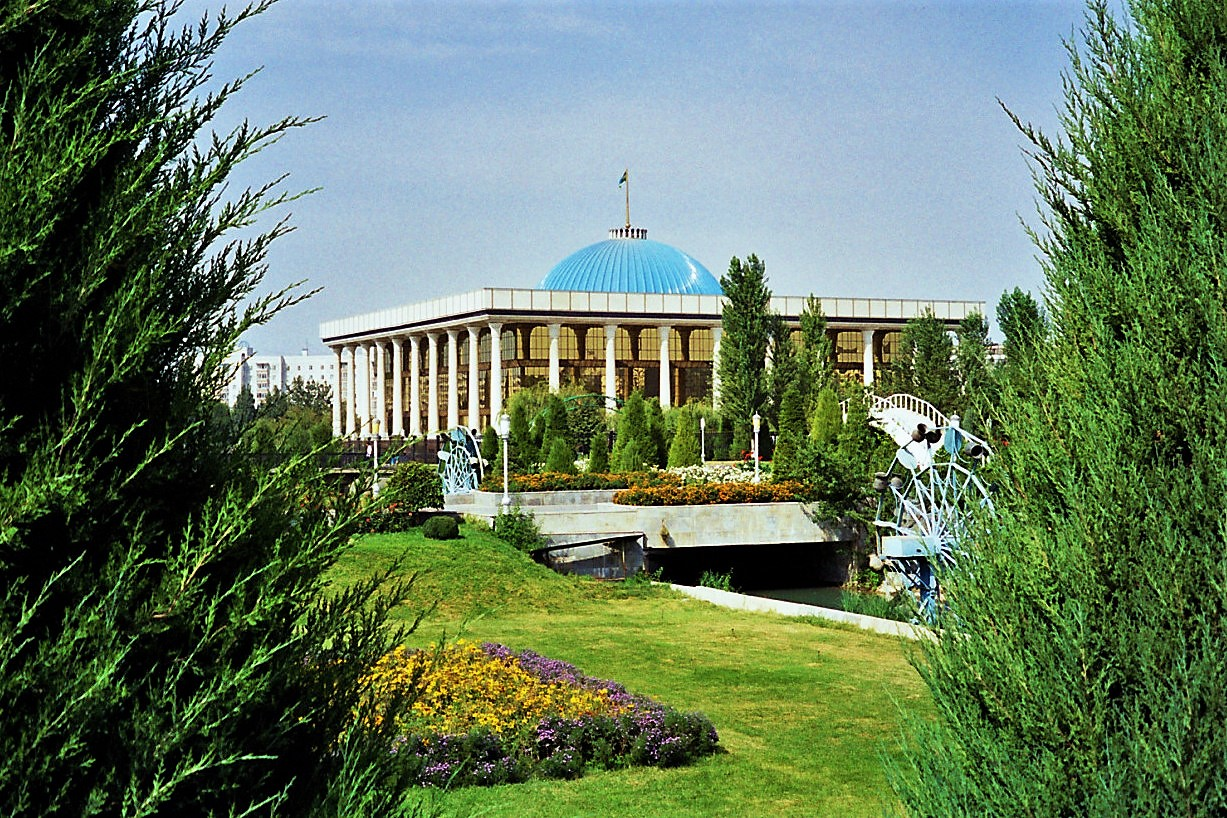
Будівля Олій Мажліса Республіки Узбекистан

Становлення державності
- 21 жовтня 1989 — прийнятий закон про державну мову Республіки Узбекистан
- 31 серпня 1991 — Республіка Узбекистан оголошена суверенною державою
- 1 вересня 1991 — день незалежності Республіки Узбекистан
- 18 листопада 1991 — затверджений державний прапор
- 29 грудня 1991 — всенародно обраний перший президент Республіки Узбекистан
- 2 липня 1992 — затверджений державний герб Республіки Узбекистан
- 8 грудня 1992 — прийнята конституція Республіки Узбекистан
- 10 грудня 1992 — затверджений державний гімн Республіки Узбекистан
- 1 липня 1994 — введена національна валюта

Згідно з Конституцією, Узбекистан — правова демократична держава. Глава держави — президент. Вищим державним представницьким органом є Олій Мажліс Республіки Узбекистан, що здійснює законодавчу владу. Олій Мажліс Республіки Узбекистан складається з двох палат — законодавча палата (нижня палата) і Сенат (верхня палата) (Конституція Республіки Узбекистан, розд. 18, ст. 76)

### Політичні партії
- 1991 р. — Народно-демократична партія Узбекистану (НДПУ) — наступник Компартії Узбекистану
- 1995 р. — Соціал-демократична партія «Адолат»
- 1995 р. — Демократична партія «Миллий тикланиш»
- 2000 р. — Національно-демократична партія «Фидокорлар» (на початку 2008 р. політичні партії «Миллий тикланиш» і «Фидокорлар» оголосили про злиття в одну партії під назвою «Миллий тикланиш»)
- 2003 р. — Ліберально-демократична партія Узбекистану
- 2008 р.- Громадське об'єднання «Екологічний рух Узбекистану»

## Державні свята
2 червня 1992 р. Олій Мажліс прийняв закон про святкові дні і оголосив вихідними такі дні:
- 1 січня — Новий Рік
- 8 березня — Міжнародний Жіночий День
- 21 березня — Наврез
- 9 травня — День Пам'яті і почестей
- 1 вересня — День Незалежності
- 1 жовтня — День Вчителя і Наставника
- 8 грудня — День Конституції
- перші дні релігійних свят Руза Хаїт і Курбан Хаїт.

## Культура

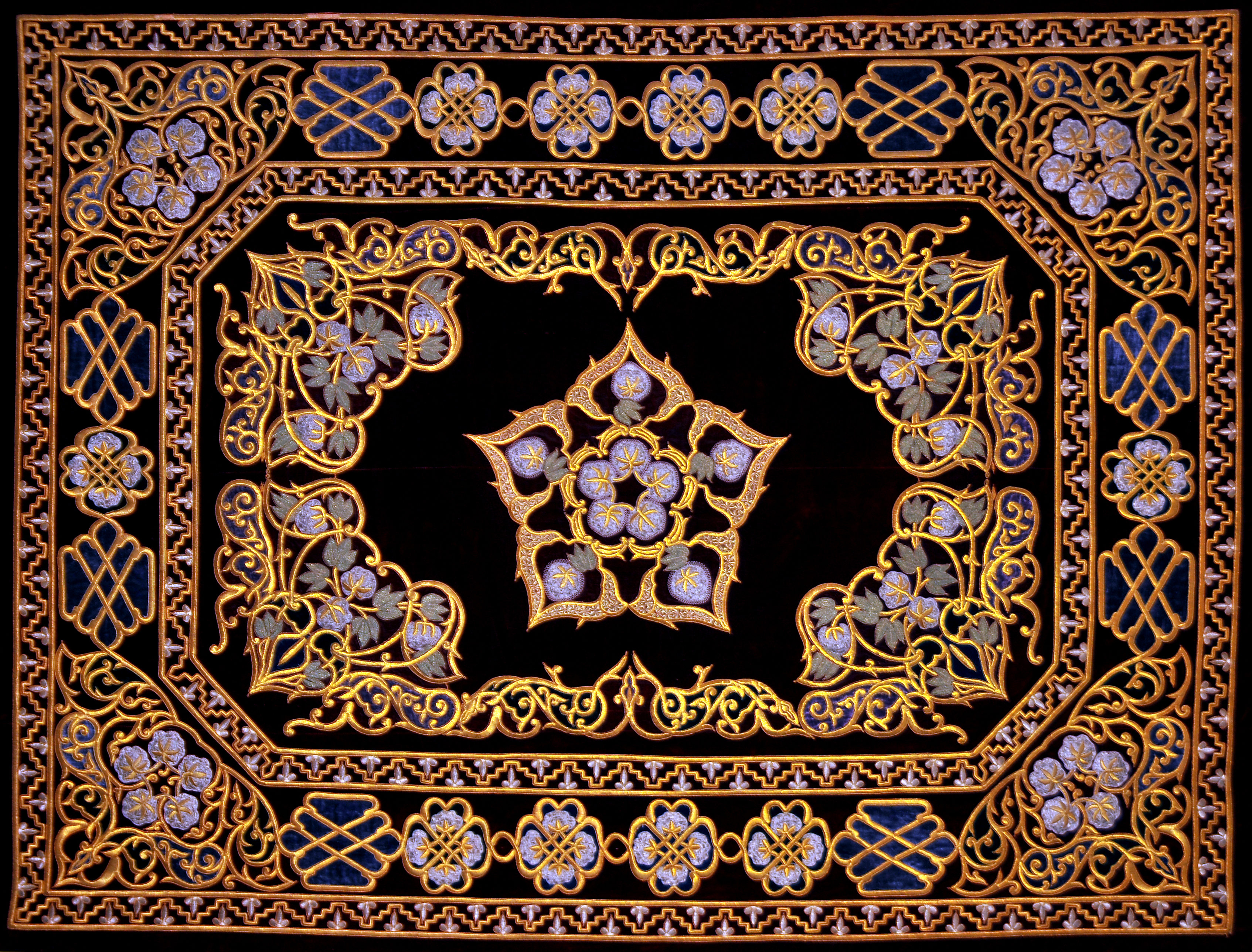
Узбецький килим

Культура і суспільні відносини в Узбекистані мають багатовікову історію. Із засобів масової інформації варто виділити Державну телерадіокомпанію, ФМ-радіостанції, урядові газети, а також інтернет-ресурси.
В Узбекистані видаються газети узбецькою, каракалпацькою («Єркін Каракалпакстан»), таджицькою («Овозі тожик») та іншими мовами національних меншин.

### Об'єкти Всесвітньої спадщини ЮНЕСКО
Узбекистан має п'ять культурних та два природні об'єкти, що входять до списку Всесвітньої спадщини ЮНЕСКО. Ці культурні об'єкти:
- Ічан-Кала (Хіва), додана у 1990 році
- Історичний центр Бухари, додана у 1993 році
- Історичний центр Шахрисабз, додана у 2000 році
- Самарканд – перехрестя культур, додана у 2001 році
- Великий шовковий шлях коридор Зарафшан-Каракум, додана у 2023 році [15][16]

Ці природні об'єкти:
- Західний Тянь-Шань, додана у 2016 році
- Холодні зимові пустелі Туран, додані у 2023 році [17]

### Релігія
За офіційними даними — мусульмани — 88 % (в основному суніти), православні — 9 %. Усього в країні зареєстровано 16 релігійних конфесій.
Конституція Республіки Узбекистан декларує свободу совісті для всіх. За Конституцією кожен має право сповідувати будь-яку релігію або не сповідувати ніякої. Також неприпустимо примусове насадження релігійних поглядів.
Проте, є дані, що свобода совісті в Узбекистані порушується. Наприклад, держдепартаментом США Узбекистан віднесено до списку країн, «що викликають особливу заклопотаність» станом свободи совісті.

## Українсько-узбецькі зв'язки
1916 року представники українських націоналістів та політики Бухарського емірату зустрілися на Третій конференції народів у Лозанні, організованій Союзом народів. У другій половині ХХ століття Комітет національної єдності Туркестану входив до організованого українцями Антибільшовицького блоку народів.
За переписом 1926 року, в Узбекистані жило 25 800 українців; 1959 — 88400 (1,1 %); 1970 — 111 700 (0,9 %), у тому числі 96 800 у містах; у Ташкенті жило 40 700 українців (2,9 % всього населення і 31,5 % всіх українців в Узбекистані); 49 % українців вважали українську мову рідною (50 % — російську), крім того, 10 % володіли нею вільно.

## Спорт

### Бокс
Бокс є одним із найпопулярніших видів спорту в Узбекистані. Боксери Узбекистану здобули десять золотих, дві срібні та вісім бронзових медалей на Олімпійських іграх. Країна має чимало медалістів з боксу на Азійських іграх, чемпіонаті Азії та чемпіонаті світу. На Літніх Олімпійських іграх 2016 року збірна Узбекистану з боксу посіла перше місце в медальному заліку з боксу, вигравши 3 золоті, 2 срібні та 2 бронзові медалі. На  Літніх Олімпійських іграх 2024 року збірна Узбекистану з боксу виступила ще краще: п'ять узбецьких боксерів були нагороджені золотими медалям.и
Руслан Чагаєв — колишній професійний боксер, який представляв Узбекистан у WBA. Він виграв титул чемпіона WBA у 2007 році після перемоги над Миколою Валуєвим.

### Футбол
Футбол — найпопулярніший вид спорту в Узбекистані. Прем'єр-ліга Узбекистану — це Суперліга (Узбекистан), яка з 2015 року складається з 16 команд. «Пахтакор» (Ташкент) є рекордсменом за кількістю титулів чемпіона Узбекистану, вигравши лігу десять разів. Футбольні клуби Узбекистану регулярно беруть участь у Лізі чемпіонів АФК та Кубку АФК. ФК «Насаф» виграв Кубок АФК 2011 року, перший міжнародний клубний кубок узбецького футболу.
У 2025 році узбецький футболіст Абдукодір Хусанов, перейшов з «Лансу» до «Манчестер Сіті» підписавши контракт на чотири з половиною роки, ставши першим узбецьким гравцем, який гратиме в англійській Прем'єр-лізі.